# Corbières (Friburgo)
Corbières (antiguamente en alemán Korbers) es una comuna suiza del cantón de Friburgo, situada en el distrito de Gruyère. Limita al norte con la comuna de Hauteville, al este con Cerniat, al sur con Botterens, y al oeste con Morlon, Echarlens y Marsens.
Fusionada desde el 1 de enero de 2011 con Villarvolard.

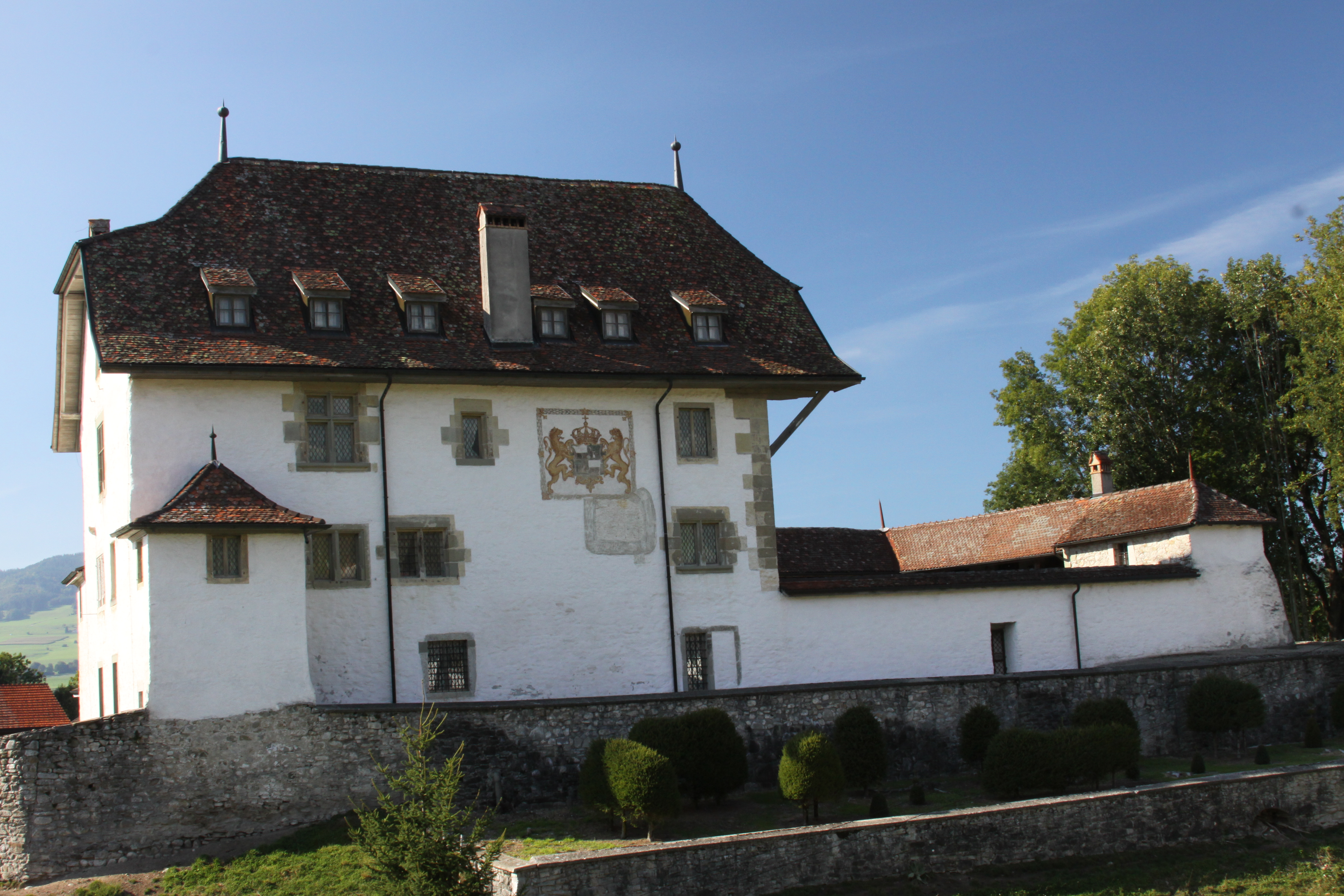
Castillo de Corbières.

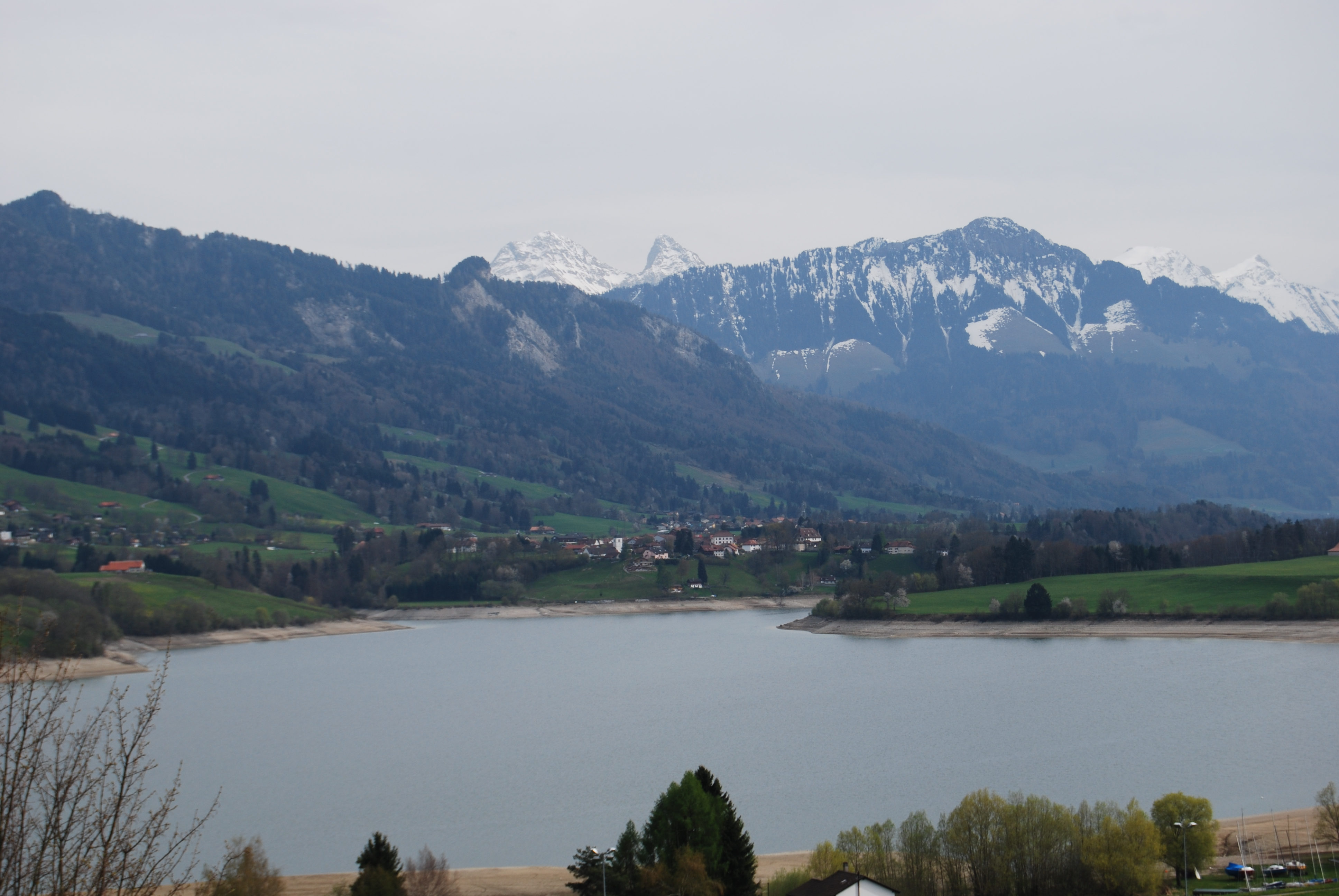
Corbières